# Luís Jesus
Luís Jesus (Tábua, Tábua, 19 de novembro de 1968) é um antigo atleta português especialista em competições de meio-fundo e fundo.

## Biografia
Luís Jesus deu nas vistas aos 18 anos quando correu a difícil Meia-Maratona de São João das Lampas em 1.06.46, tendo despertado o interesse dos grandes clubes. Escolheu o Benfica mas seria no Maratona CP que chegaria ao topo do Atletismo nacional, sagrando-se Campeão de Portugal dos 5000m (1993), dos 3000m obstáculos (1994 e 1995) e dos 1500m (1995). 
No final de 1995, transferiu-se para o Sporting Clube de Portugal, tendo obtido os mínimos para os Jogos Olímpicos de Atlanta 96 nos 1500m e 5000m. 
Nos Jogos Olímpicos, Luís Jesus não passou a eliminatória dos 1500m. Nos 5000m, qualificou-se para a final na qual não esteve presente por lesão.
No final de 1997 transferiu-se para a Conforlimpa, clube que representou até terminar a sua carreira. É o único atleta português a ser Campeão Nacional desde os 1500m até à Maratona.
Luís Jesus serviu diversas vezes como Lebre (pacemaker) em grandes competições de estrada.

## Palmarés
Campeão de Portugal: 1 500 metros, 3 000 obst, 5 000 metros, 10 000 metros e Maratona.
Campeão Nacional de Estrada: 1997 – 21 km Nazaré; 1998 – 15 km Vila Real de Santo António; 2007 – 15 km Quarteira.
Quatro vezes no pódio do Nacional de Corta Mato, quatro vezes 3º classificado.
Recorde de Portugal em Meia Maratona: 1.00.56  em 1997 no Campeonato do Mundo de Meia Maratona em Kosice na Eslováquia.

## Recordes pessoais
- 1500 metros: 3.37.74
- 3000 metros com obstáculos: 8.29.19
- 5000 metros: 13.28.64
- 10000 metros: 28.06.70
- Meia maratona: 1.00.56
- Maratona: 2.08.55

## Carreira de Treinador
Em 2000 fundou a Associação Atlética do Pêgo Longo, destinada sobretudo à formação de jovens atletas. Esta Associação já conseguiu, com a equipa de Juvenis Masculinos, dois títulos de Campeões Nacionais de Corta-Mato em 2007 e 2008; também no escalão de Juniores Masculinos os seus atletas conquistaram dois títulos de Campeões Nacionais em 2009 e 2010. Fábio Rebelo, várias vezes Campeão Nacional de Pista e Corta-Mato, bateu o recorde nacional de 800 m no escalão de iniciados, e participou nos  Jogos Olímpicos da Juventude. Miguel Moreira, participou nos Campeonatos da Europa e do Mundo de Pista em Juniores.
Apesar de Miguel Moreira se ter transferido para o Sport Lisboa e Benfica, Luís Jesus continuou a ser o responsável pelo treino desse atleta até fevereiro de 2016, levando-o a vários títulos de Campeão de Portugal e ao 4º lugar no Campeonato Mundial Universitário em 2015. 
Em 2012 Luís Jesus decidiu regressar aos estudos, tendo terminado a sua licenciatura em Educação Física em 2015.

## Jesus Events
Na fase final da sua carreira desportiva, Luís Jesus fundou a Jesus Events, uma empresa dedicada à organização de eventos desportivos. No seu historial organizativo, salientam-se provas como a Meia Maratona dos Palácios (Sintra), Corrida do Hospital (Amadora) e a Corrida do Aqueduto (Amadora).
Focado na sua empresa, Luís Jesus começou a frequentar o Mestrado de Direcção e Gestão Desportiva em 2015.

## Outros
Luís jesus foi eleito presidente da Associação de Atletismo de Lisboa em Dezembro de 2017 (mandato de 4 anos). Associação com 2600 atletas contando com Clubes como o SLB, SCP, CF Os Belenenses entre outros.
Luís Jesus foi eleito Presidente da ANAV Associação Nacional de Atletismo Veterano em Dezembro 2017(mandato de 4 anos). Associação que representa mais de 7.000 atletas com mais de 35 anos. 